# Sahíra Begum Sirádž Ál Banát
Princezna Sahíra Begum Sirádž Ál Banát nebo Bibi Gul, většinou známá jako jen Serádž ál-Banát (* 1902), byla afghánská princezna.
Narodila se Habibulláh Chánovi (vládl 1901–1919) a Sarwar Sultáně Begum. Byla sestrou krále Amanulláha Chána (vládl 1919–1929).
V roce 1919 se provdala za generála JE Tadž-i-Afghan ‘Alího Ahmada Džana Šaghasiho (1883–1929), v letech 1919–1920 ministra vnitra a v letech 1925–1929 guvernéra Kábulu.
V roce 1919 nastoupil její nevlastní bratr na trůn a zahájil radikální modernizaci Afghánistánu. Královský harém byl rozpuštěn a jeho otroci propuštěni. Tuto změnu podporovala králova matka a jeho manželka Soraja Tarzí. Jeho sestry se chovaly jako vzory při odhalování, přijímání západní módy a veřejných rolí.

V roce 1923 kritizovala převládající koncept ženské méněcennosti na veřejném shromáždění v Kábulu:
„Někteří lidé se nám smějí, že ženy vědí jen, jak jíst a pít. Staré ženy odrazují mladé ženy tím, že jim říkají, že jejich matky nikdy neumřely hlady, protože neuměly číst ani psát... Ale vědění není monopolem muže. Ženy si také zaslouží být vzdělané. Musíme na jedné straně vychovávat zdravé děti a na druhé straně pomáhat mužům v jejich práci. Musíme číst o slavných ženách na tomto světě, abychom věděli, že ženy mohou dosáhnout přesně toho, čeho mohou dosáhnout muži“
V roce 1924 byla jmenována generální ředitelkou Masturatské nemocnice, první nemocnice pro ženy v Kábulu.
V roce 1928 spolu se svou švagrovou královnou Sorajou založily ženskou organizaci Andžuman-i Himajat-i-Niswan, které předsedala její nevlastní sestra, princezna Šáh Gul Džahan.
V roce 1929 byl však její bratr sesazen a vyhoštěn a jeho reformy ve prospěch práv žen byly zrušeny. Její manžel se 17. ledna 1929 po odchodu krále Amanulláha prohlásil v Džalálábádu za emíra, ale v únoru 1929 byl v Džagdalaku poražen Habibulláhem Kalakánim, 9. května 1929 zajat v Kandaháru a uvězněn v Kábulu.